# Station Hampton Wick
Hampton Wick is een spoorwegstation van National Rail in Richmond upon Thames in Engeland. Het station is eigendom van Network Rail en wordt beheerd door South Western Railway. 